# Pavel Čiháček
Pavel Čiháček (* 23. června 1987) je český skibobista, jedenáctinásobný mistr světa a vítěz světového poháru z oddílu TJ Sokol Deštné v Orlických horách.

## Výsledky
- MS: 11x 1. místo (2012-2017)